# 신토미 (도쿄도 주오구)
신토미(일본어: 新富, しんとみ)는 도쿄도 주오구에 위치한 지역이다. 옛 교바시구에 속했던 교바시 구역의 거의 중앙 지점에 자리해 있다.
주오 구청에 인접해 있는 지역으로, 그 특성상 관공서나 사무빌딩이 많이 늘어선 동네다. 예전에는 '신토미초' (新富町)라고도 불렀으며 지금도 신토미초 지하철역이 존재하는 탓에 신도미초라는 이름으로도 자주 불린다. 서쪽으로는 긴자, 북쪽으로는 핫초보리, 동쪽으로는 이리후네, 남쪽으로는 츠키지가 인접해 있으며, 이러한 위치 때문에 신토미에 위치한 빌딩과 맨션 이름으로는 '이리후네', '츠키지', '핫초보리'는 물론 '긴자'라고 표기한 것이 많다.

## 역사

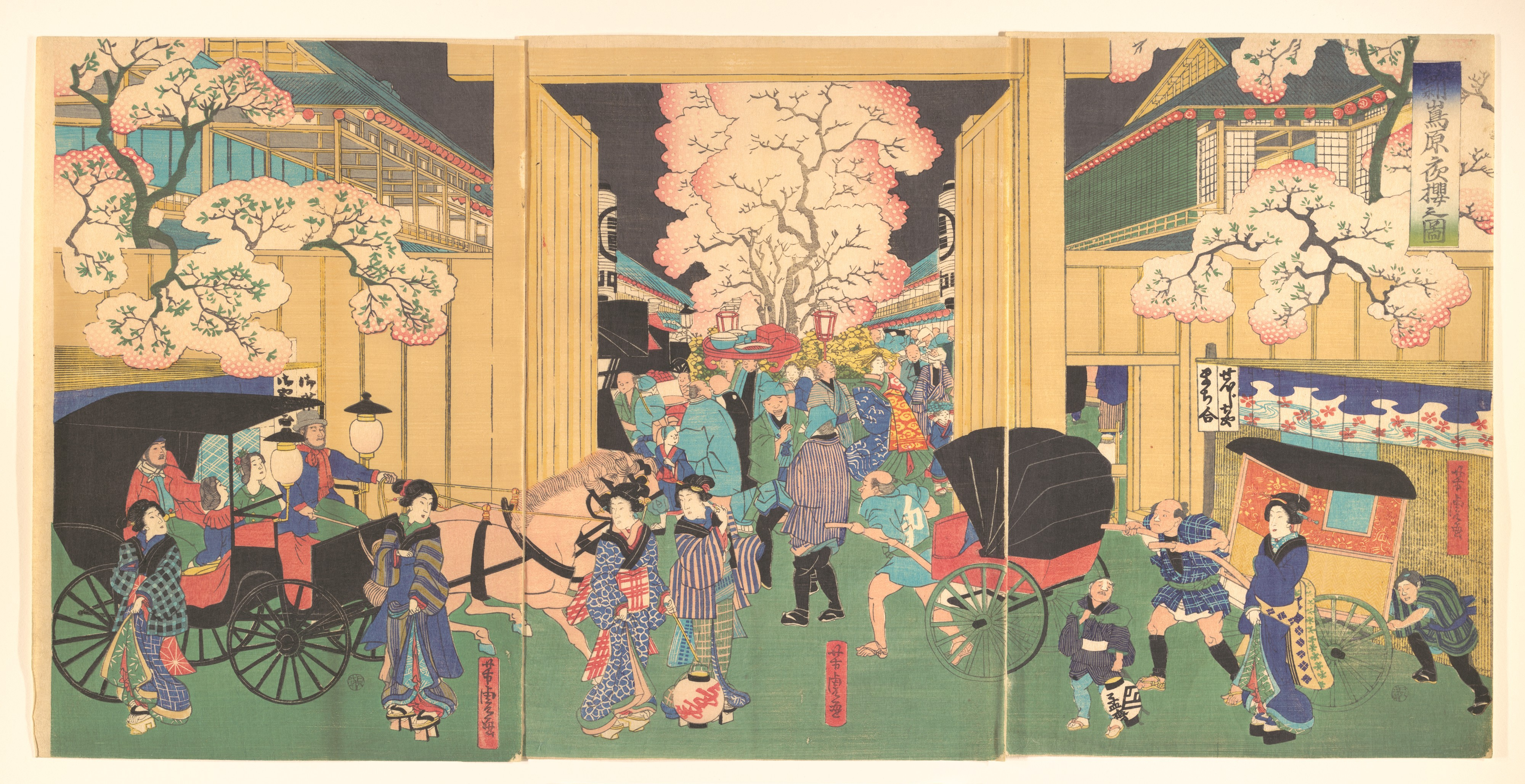
《신시마바라 야앵지도》 (新島原夜桜之図), 우타가와 요시토라, 메이지 초

신토미라는 이름의 유래에 대해서는 옛날의 '오토미초' (大富町)를 가리키는 이름이었다는 설, 신시마바라 (新島原)와 오토미 (大富町)에서 각각 한글자씩 따와서 새로 지은 것이라는 설이 있다.
이 지역은 에도 시대에는 무사들이 살던 저택가였다. 1868년에는 츠키지의 외국인 거주자를 대상으로 한 신시마바라 유곽이 조성되었다. 신요시하라 유곽에 있던 나카만지야 야헤 (中万字屋弥兵衛), 나카야 소시로 (中屋宗四郎)의 두 사람이 청원하여 새롭게 차지한 땅이었던 것이다.바둑판처럼 올바르게 구획 정리되어 있던 신시마바라는 마쓰가에초, 하쓰네초, 구레타케초, 마쓰가에초, 센자이초, 치토세초, 사쿠라기초, 야에자초, 아오야기초 등의 정명(町名)을 부여받았으며 신요시바라, 교토의 시마바라, 오사카의 신마치와 함께 대규모 유곽으로 꼽혔다.
그러나 이듬해 큰 폭풍우로 유곽의 나카만자야가 무너진 것을 비롯해 생각보다 손님이 오지 않으면서 1871년 6월부로 철거 명령을 받고 기존의 유곽은 신요시바라로 이전하는 대신 그 자리에 신토미초가 조성된 것이다. 근처의 오토미초 일부도 편입되어 그곳의 상가는 신토미 1번가부터 7번가로 개편되었다. 이듬해 1869년에는 신토미좌가 개장하고 그 주변에는 찻집이 조성되는 등 번화가를 이루었다.
1922년 통계에 따르면 신토미초에는 요릿집이 10곳, 대합 (待合)집이 약 40곳, 포주집이 80곳을 비롯한 이른바 '산업지' (三業地, 하나마치)형성되어 있었으며, 극장도 자리했기 때문에, 신토미의 기생은 최고의 게이샤로 널리 이름났다고 한다.하지만 1923년 관동 대지진 당시 신토미좌가 소실되었고, 재건하지 않아 그대로 빈터로 남았으며 이에 따라 근처 화류가도 쇠퇴하기 시작하였다. 1930년경에는 요릿집이 6곳, 대합과 포주집이 60곳 이상, 기생집이 180곳 정도를 헤아렸다고 전해진다. 전쟁 이후에는 찾는 사람이 줄면서 더욱 쇠락하였다.
1971년에는 주거표시 제도 실시에 따른 행정구역명 개편으로 지명에 '초' (町)가 사라지고 '신토미'가 되었다. 오늘날에는 주로 사무실 빌딩과 작은 가게, 주택가가 혼재하고 있다.

## 공공시설과 기업
기관
- 신토미 구민관
- 교바시 세무서
- 중앙도세사무소
- 경시청 고속도로 교통경찰대대 본부[5]

기업
- 킬타임 커뮤니케이션
- 마이크로 매거진
- 야마자쿠라
- 츠키지긴타코

관광명소
- 신토미좌 터 - 지금의 교바시 세무서 위치

## 교통
철도
- 도쿄 메트로 유라쿠초 선 ○신토미초 역 - 츠키지 쪽에 위치해 있지만 신토미 쪽으로도 출입구가 나 있다.

버스
- 도에이 버스 금11계통 신토미 정류장
- 주오 구 커뮤니티 버스 북순환 노선 신토미구민관 정류장
- 주오 구 커뮤니티 버스 남순환 노선 신토미닛초메 정류장

도로
- 도쿄도도·지바현도 50호 도쿄 이치카와 선 (신오오하시 거리)
- 도쿄도도 473호 신토메 하루미 선
- 헤이세이 거리

수도 고속도로 출입구
- 수도 고속 도심 환상선
- 교바시 출입구

육교
- 신킨 교 - 수도고속도심환상선
- 신토미 교 - 수도고속도심환상선
- 미요시 교 - 수도고속도심환상선